# Takedda
Takedda est une ville et un ancien royaume situé dans l'actuel Niger. On pense que le site archéologique d'Azelik wan Birni est constitué des ruines de l'ancienne Takedda.

## Histoire

Routes commerciales du désert du Sahara occidental vers 1000-1500. Les gisements aurifères sont indiqués par un ombrage brun clair : Bambuk, Bure, Lobi et Akan.

Takedda est fondée par les Sanhaja, une confédération tribale berbère habitant le Maghreb. Au XIVe siècle (peut-être aussi avant et après), le royaume touareg de Takedda, à l'ouest du massif de l'Aïr, joue un rôle important dans le commerce longue distance, notamment en raison de l'importance de ses mines de cuivre. Takedda est visité par Ibn Battuta lors de son voyage de retour de l'Empire du Mali en 1353,.
Des traces de travail du cuivre sont découvertes sur le site, datant du premier millénaire avant J.-C. L'archéologue français Danilo Grébénart a fouillé le site et a étudié l'importance de cette industrie préhistorique de métaux non ferreux.